# Castillo de Sedan

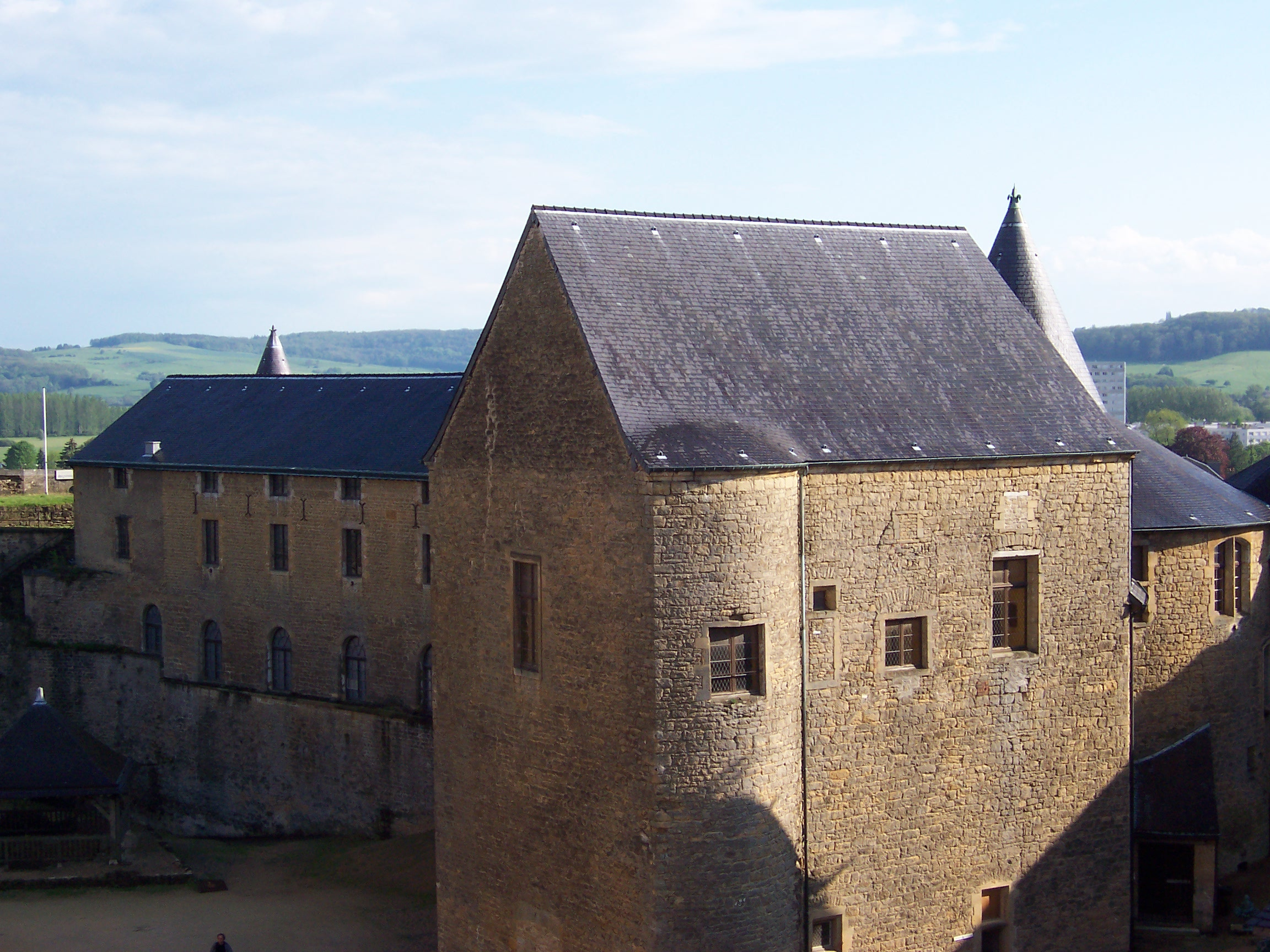
El Château de Sedan.

El Château de Sedan es un castillo situado en una punta del borde de Meuse, flanqueado por los ríos Bièvre y Vra, en el departamento de Ardenas en Francia. Es una gran fortaleza de reservas europeas medievales, que cubre un área de 35.000 m² en sus siete pisos.

## Historia
Alrededor de 1424, Évrard de la Marck construyó una finca con dos torres gemelas en torno a una iglesia tras un período de seis años. Cuando Evrard falleció en 1440, su hijo Jean de la Marck comenzó a reforzar la fortaleza, pero fue Robert II de la Marck, el nieto de Jean, quien terminó el trabajo más importante. En 1530 las fortificaciones de la finca fueron modernizadas por la construcción de un bulevar circular y terrazas con cañones, espesando la pared de 4.5m por 26m adicionales. Los bastiones fueron agregados durante el transcurso del siglo siguiente, pero dinamitados eventualmente al final del siglo XIX. En 1699, con el principado absorto en Francia en 1642 (véase la Batalla de Marfée, durante la Guerra de los Treinta Años), y el castillo transformado en guarnición, Vauban construyó la puerta de la Princesa (francés: « des Princes ») que fue adaptada al progreso de la artillería. En 1822, la Iglesia de Saint-Martin fue demolida y reemplazada por un comercio de balas de cañón.
Turenne nació en el Château de Sedan en 1611.
El 1 de septiembre de 1870, el castillo fue rodeado por el ejército de Prusia cuya sede estaba en Sedan. Napoleón III se rindió al día siguiente en la pequeña ciudad vecina de Donchery.
El castillo fue brindado por el Ejército Francés de la ciudad de Sedan en 1962, y sujeto a varios intentos de restauración. Actualmente el castillo, además de ser un lugar turístico en Ardenas, contiene la oficina de turismo de la ciudad y un hotel 3 estrellas. También hay otro museo dentro del castillo; una de las habitaciones de este museo está dedicado a la guerra de 1870, y uno puede encontrar allí una rica colección de cascos de Prusia.